# Roquerol gorja-rogenc
El roquerol gorja-rogenc (Ptyonoprogne fuligula rufigula; syn.: Ptyonoprogne rufigula) és un tàxon d'ocell de la família dels hirundínids (Hirundinidae). Es troba a l'Àfrica occidental i oriental. Els seus hàbitats principals són els boscos tropicals i subtropicals de frondoses humits de les terres baixes, la sabana seca, les praderies i matollars secs tropicals i subtropicals, les praderies temperades, els cursos d'aigua, els llacs, els deserts, els jardins rurals i les àrees urbanes. El seu estat de conservació es considera de risc mínim.
Segons el Handbook of the Birds of the World i la quarta versió de la BirdLife International Checklist of the birds of the world (Desembre 2019), aquest tàxon tindria la categoria d'espècie. Tanmateix, altres obres taxonòmiques, com la llista mundial d'ocells del Congrés Ornitològic Internacional (versió 13.2, juliol 2023), el consideren una subespècie del roquerol isabelí (Ptyonoprogne fuligula rufigula).